# 高济宇
高济宇（1902年5月23日—2000年4月29日），字恩波，河南舞阳人，中国有机化学家，中国科学院院士，长期从事有机合成研究和化学教学。

## 生平
1911年入舞阳县官立高等小学堂，1917年考入河南留学欧美预备学校第二次英文科学习，1922年毕业。次年考取公费留学。1927年获华盛顿州立大学硕士学位；1931年获伊利诺州立大学化学博士学位。1931年回国后，到南京中央大学任教，并先后任系主任、教务长等职。1949年中央大学改为南京大学后又历任理学院院长、教务长、副校长等职。1980年11月，当选中国科学院化学学部委员（院士）。